# Pioneer (Florida)
Pioneer es un lugar designado por el censo ubicado en el condado de Hendry en el estado estadounidense de Florida. En el Censo de 2010 tenía una población de 697 habitantes y una densidad poblacional de 12,67 personas por km².

## Geografía
Pioneer se encuentra ubicado en las coordenadas 26°43′37″N 81°13′1″O / 26.72694, -81.21694. Según la Oficina del Censo de los Estados Unidos, Pioneer tiene una superficie total de 54.99 km², de la cual 54.97 km² corresponden a tierra firme y (0.05%) 0.03 km² es agua.

## Demografía
Según el censo de 2010, había 697 personas residiendo en Pioneer. La densidad de población era de 12,67 hab./km². De los 697 habitantes, Pioneer estaba compuesto por el 88.81% blancos, el 1.15% eran afroamericanos, el 0.72% eran amerindios, el 0.57% eran asiáticos, el 0.72% eran isleños del Pacífico, el 5.88% eran de otras razas y el 2.15% pertenecían a dos o más razas. Del total de la población el 33.57% eran hispanos o latinos de cualquier raza.